# Joseph Bodart
Joseph Jean-Baptiste Edouard Bodart (Franc-Waret, 17 april 1855 - Hingeon, 3 mei 1904) was een Belgisch volksvertegenwoordiger.

## Levensloop
Bodart, die rentenier was, werd gemeenteraadslid en schepen van Hingeon en provincieraadslid voor de provincie Namen.
In juli 1896 werd hij verkozen tot liberaal volksvertegenwoordiger voor het arrondissement Namen en oefende dit mandaat uit gedurende één legislatuur, tot in 1900.
Bij testament schonk hij een terrein van 25 ha aan de Commissie van Openbare Onderstand van Hingeon.